# Akabli
Akabli (in caratteri arabi: أقبلى) è una città dell'Algeria facente parte del distretto di Aoulef, nella provincia di Adrar.